# 나스
나스(Nas, 영어: Nasir bin Olu Dara Jones, 1973년 9월 14일 ~ )는 미국의 래퍼이다. 1994년 컬럼비아 레코드와의 계약을 통해 첫 앨범이자 힙합계 최고 명반 중 하나인 《Illmatic》을 발매했으며, 매우 뛰어난 작사 실력과 랩 실력을 보여주었다.
2001년부터 2005년까지 뉴욕 출신 래퍼 제이Z와 비프를 겪었으나 2005년 서로 공연에 참여하면서부터 비프가 끝났고 데프 잼 레코딩스에 픽업됐다.

## 생애

### 유년기와 데뷔초
나스는 1973년, 뉴욕시 브루클린에서 태어났다. 아버지는 트럼펫, 코넷, 기타를 다루는 재즈 뮤지션이었는데, 그로 인해 음악을 많이 접한 나스는 9살때 처음으로 랩을 시작했다. 1989년 프로듀서 라지 프러페서(Large Professor)를 만나, 1991년 메인 소스(Main Source)의 앨범 Breaking Atoms의 곡 "Live At The BBQ"에 참여하였고, 이 곡으로 이름이 알려지기 시작하였다.

### 1994: Illmatic
그는 1993년 영화 금지된 사랑(Zebrahead) 사운드트랙을 통해 "Halftime"을 발표하였고, 그 결과 컬럼비아 레코드와 계약을 맺게 된다. 1994년 데뷔 앨범 "Illmatic"이 발표되었다. 이 앨범은 힙합 전문 잡지 더 소스(The Source)에서 마이크 5개 만점을 받았다. 데뷔 앨범에는 뉴욕의 유명한 프로듀서 DJ 프리미어, 라지 프러페서, 큐팁, L.E.S., 피트 록 등이 참여했다. 프로듀싱뿐만 아니라 나스의 강점인 높은 수준의 래핑과 서정적인 내용의 가사는 나스의 실력을 광범위하게 인정받게 했다. 현재 이 앨범은 힙합 역사상 가장 위대한 음반으로 인정받고 있다. 당시 올뮤직사의 음악 평론가 스티브 휴이는 나스의 가사 실력이 정말 굉장하다고 표현했다.
롤링스톤지에서 선정한 "역사상 가장 위대한 앨범 500"에서 44위를 기록했다. 이 앨범은 발매 당시 첫 주에 6만장 정도가 팔렸으나 2001년 11월 11일 플래티넘을 기록했다.
1995년 그는 우 탱 클랜의 멤버 렉원, 힙합그룹 맙딥, 절친한 동료인 에이지의 앨범에 참여했다.

### 1996 -98: It Was Written과 프로젝트 그룹 "더 펌"
우 탱 클랜의 멤버인 렉원이 이 그의 "Only Built 4 Cuban Linx"앨범을 발표하고 마피아-스타일 힙합을 소개하자, Nas는 이름을 Escobar 로 바꾸고 1996년 2집 "It Was Written"을 발표했다. 앨범 발매에 앞서 원래 나스의 레이블이었던 콜롬비아 레코드는 나스의 음반발매일을 앞당기게 했고, 스타일도 팝뮤직같이, 즉, 상업적인 면을 그에게 계속 추구하게 만들었다. 힙합그룹 푸지스의 멤버인 로린 힐이 참여한 "If I Ruled the World (Imagine That)"와 리믹스 버전에 알 켈리가 참여한 "Street Dream"은 히트를 쳤다.
앨범은 발매당시 1996년 7월의 빌보드-앨범차트에 1위로 랭크하고, 전 세계에서 300만장을 팔아들이는 듯 성공했으나, 많은 Nas의 팬들은 너무 상업적인 앨범이라며 실망하였다. 반면에 판매량에 있어서는 멀티-플래티넘을 기록해 다시금 인기를 확인 시켜주었다.
1997년 그래미에서 'Best Rap Solo Performance'를 수상하기도 했다. 또한 당시 최고조에 이른 동부와 서부의 대립과 갈등을 극복하자는 의미에서 웨스트 코스트의 대표격인 프로듀서 닥터 드레와 함께 'Nas Is Coming'을 녹음해 화제를 모으기도 했다.
여러 가지로 화제를 모으며 2집 앨범은 큰 성공을 거두었으나, 상업성에 치우친 앨범이라는 비난을 면치 못했다. 고향인 퀸스브릿지에서는 그의 골수 팬들이 그의 상업성을 비난하며 1997년에는 나스의 스포츠카를 훼손하는 사건이 벌어지기도 했다.
1997년 그는 친구들인 에이지, 폭시 브라운, Cormega은 힙합그룹 The Firm을 결성해서 데뷔앨범을 발표하려고 했으나, Cormega와 나스의 매니저 Steve Stoute와의 불화로 인해서, Cormega가 탈퇴하고 그 빈자리를 Nature가 메꾸게 된다. 결국 1997년 나온 The Firm - The Album 에서는 닥터드레와 Trackmasters가 프로덕션을 담당하였으나. 상업적으로나 평가 면에서나 실패하며 비운의 그룹이 되어버렸다.

### 슬럼프
앨범 발표 후, 그는 3집 "I Am... The Autobiography" 앨범 작업에 열중하였고, 앨범은 더블시디이며, Nasty Nas(Illmatic 시절의 별명) 로의 컴백이 될거라고 했다. 앨범 발매 전에 프로모 앨범이 나왔고, 이 프로모앨범이 평가가 안좋자, 그는 다시 곡을 작업해서 결국에는 3집 "I Am..."를 발표한다.
1999년 4월 6일, 퍼프 대디, 알리야, 스카페이스, DMX 등의 최고의 음악가가 참여한 3집 [I Am]이 발매되었다. 디제이 프리미어가 프로듀싱한 첫 싱글 "Nas Is Like"는 큰 반향을 얻었다. 앨범은 [The Source]지에서 마이크 4.5개를 받으며 빌보드차트 1위에 오르고 발매 첫주에 47만 장의 판매량을 기록했다.
그러나 평범하고, 상업적이었던 이 앨범은 전의 앨범들과 비교하면 부진한 반응을 보였다. 실망한 그는 6개월 만에 슬럼프를 극복하고자, 새 앨범인 "Nastradamus"를 발표했다. 당시 전작이 차트에서 1위를 했기 때문에 여세를 몰아 빌보드차트에서 7위를 했으나, 그야말로 최악의 혹평을 받았다. 현재 이 앨범들은 더블-플래티넘과 플래티넘을 기록하고 있다.

### 재기
제이 지와 나스의 디스전을 거치고, 상당한 기간 동안 재기를 위한 준비를 한 그는 2년 뒤인 2001년, 아직 'Illmatic'의 정신을 잃지 않았으며 Illmatic의 정신을 이어가겠다는 뜻에서 《Stillmatic》이란 앨범을 발매하였다. 앨범에는 절친인 래퍼 에이지와 한국계 미국인 가수 에이머리, 메리 J. 블라이즈 등이 참여했다.
이 앨범은 작품성이 그간의 부진한 앨범들을 뛰어넘는다고 평가받아 그동안 등을 돌린 팬들과 비평가들에게 상당한 반향을 얻었다. 이 앨범에서 Jay-z에게 보내는 디스곡 'Ether'이 공개되며, 그가 다시 힙합의 제왕이 되었다는 뜻을 전했다.
다음 해인 2002년, 그는 9월에 The Lost Tapes 라는 미발표곡 모음 앨범을 공개하는데 이 또한 상당히 높은 평가를 받았다.
12월, 그는 6집인 God's Son 을 발표하여 다시 호평을 얻고 발매 한 달 만에 플래티넘을 기록한다.
2년후인 2004년, 나스는 앨범 Street's Disciple를 발매하였다. 이 앨범 역시 플래티넘을 기록해 7개 앨범 연속 플래티넘을 기록한다. 이후 2006년, 제이지와 화해하고 데프잼으로 들어간 나스는 Hip Hop Is Dead를 발표하여 역시 호평을 받는다. 플래티넘은 기록하지 못했다. 같은 해에 R&B 가수인 컬리스와 결혼하였으나, 2010년 5월 21일 둘은 이혼하게 된다.

## 음반 목록

### 정규 앨범
- Illmatic (1994)
- It Was Written (1996)
- I Am... (1999)
- Nastradamus (1999)
- Stillmatic (2001)
- God's Son (2002)
- Street's Disciple (2004)
- Hip Hop Is Dead (2006)
- Untitled (2008)
- Life Is Good (2012)
- Nasir (2018)
- King's Disease (2020)
- King's Disease II (2021)
- Magic (2021)
- King's Disease III (2022)
- Magic 2 (2023)
- Magic 3 (2023)

## 영상 목록

### 영화
- 존 큐 (2002) - 본인 역